# Cristóvão da Grécia e Dinamarca
Cristóvão da Grécia e Dinamarca (10 de agosto de 1888 - 21 de janeiro de 1940) era o filho de um rei da Grécia que pertencia a uma dinastia que perdeu e voltou ao trono várias vezes durante a sua vida. Passou grande parte da vida a viver no estrangeiro.

## Família e infância

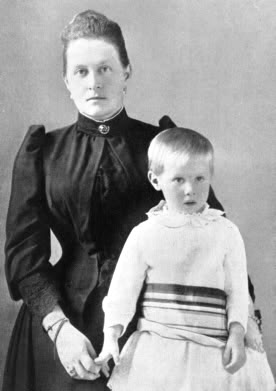
Cristóvão com a sua mãe, a grã-duquesa Olga Constantinovna da Rússia

Cristóvão nasceu no Palácio de Pavlovsk, a antiga residência da sua mãe, a grã-duquesa Olga Constantinovna da Rússia, no Império Russo. O seu pai era o rei Jorge I da Grécia. Cristóvão era o mais novo dos oito filhos dos reis da Grécia, vinte anos mais novo que o seu irmão mais velho, o futuro rei Constantino I, e tinha a alcunha de “Christo” dentro da família. Os seus irmãos mais velhos incluíam os príncipes Jorge, Nicolau e André.
Sobre o seu nascimento, a sua irmã Maria escreveu:
"Em 1888, os meus pais foram fazer uma visita à Rússia e nós ficamos em Tatoi com as nossas governantas e tutores. Nesse mês de Julho (11 de Agosto de acordo com o novo calendário) quando eu estava de regresso a casa, um criado entregou-me um telegrama que eu tive de levar até à minha irmã (Alexandra). Quando entrei no quarto encontrei-a sentada com o meu irmão Nicolau. Mostrei-lhes o telegrama que eles tentaram agarrar e, como vi que estavam tão entusiasmados com ele, provoquei-os e recusei-me a entregá-lo. Não demorou muito para eles o arrancarem das minhas mãos. A minha surpresa foi grande quando eles anunciaram que o telegrama tinha sido enviado pelo nosso pai para nos informar que tínhamos um novo irmão e que se deveria chamar Cristóvão."
O membro mais novo da família real grega não era diferente de qualquer outra criança, com uma adversão a banhos e aos estudos. Gostava também de pregar partidas causando grandes problemas aos seus sobrinhos, a grã-duquesa Maria Pavlovna Romanova e o grão-duque Dmitri Pavlovich, filhos da sua irmã Alexandra da Grécia que eram apenas, respectivamente, dois e três anos mais novos que ele. No entanto, conseguia sempre sair imune a castigos por ser o mais novo dos filhos e ter um lugar especial no coração da sua mãe. O seu pai Jorge era um pouco mais rígido, mas também partilhava o seu sentido de humor, herdado da sua família dinamarquesa e era frequente juntar-se aos seus filhos em corridas de bicicleta e patins pelos corredores do palácio da família em Atenas.
Cristóvão, tal como os seus irmãos, era um poliglota, falando grego, inglês, dinamarquês, russo, francês e italiano. Os irmãos falavam grego entre si e usavam o inglês com os pais. Eles, por sua vez, falavam alemão um com o outro.
A família real grega tinha uma relação forte com a família real dinamarquesa, à qual também pertencia oficialmente. A linha real grega era um ramo menor da dinastia de Schleswig-Holstein-Sonderburg-Glücksburg que tinha subido ao trono dinamarquês em 1863.

## Juventude
Quando Cristóvão chegou à juventude, juntou-se ao Exercito Helénico apesar de preferir ter estudado piano. Enquanto jovem, foi-lhe oferecido o trono de Portugal. A monarquia tinha caído em 1910 e o rei Manuel II encontrava-se no exílio em Inglaterra. Alguns monárquicos que não acreditavam na duração da nova república que estava a mergulhar o país no caos e não simpatizavam particularmente com as visões de Manuel II, viram em Cristóvão, pertencente a uma linha de sucessão real, mas virtualmente excluído do trono da Grécia por ser o irmão mais novo do rei Constantino que já tinha, ele próprio, os seus herdeiros, chamou a atenção deste grupo devido às suas excelentes relações com outras famílias reais incluindo a dinamarquesa, a russa e a inglesa, que poderiam ser muito úteis ao país. O pedido foi feito, mas o príncipe Cristóvão recusou-o, tanto por respeito à família real portuguesa como por falta de interesse em assumir o papel de rei quando estava satisfeito com a sua vida despreocupada. Mais tarde viria também a recusar os tronos da Lituânia e da Albânia.
Por volta de 1910, ele ficou noivo da princesa Princesa Alexandra, 2ª Duquesa de Fife, uma neta da rainha Alexandra do Reino Unido, tia de Cristóvão. No entanto o noivado não durou muito, terminando assim que os pais de ambos souberam da ligação.

## Carreira Militar
Cristóvão iniciou a carreira militar muito jovem, ingressando na Academia Militar Helênica onde entrou no Exército em 1906 aos 18 anos , Cristóvão participou ao lado de seus irmãos da Guerra dos Balcãs. Cristóvão alcançou a patente de Major General do Exército. 

## Revolução Russa
A mãe do príncipe Cristóvão, a rainha Olga, era uma antiga grã-duquesa da Rússa antes do seu casamento com o rei Jorge I da Grécia. Com o rebentar da Revolução Russa de 1917, 17 membros próximos da família Romanov, incluindo o seu primo directo Nicolau II, a esposa e os cinco filhos, foram assassinados pelos bolcheviques.

## Primeiro casamento

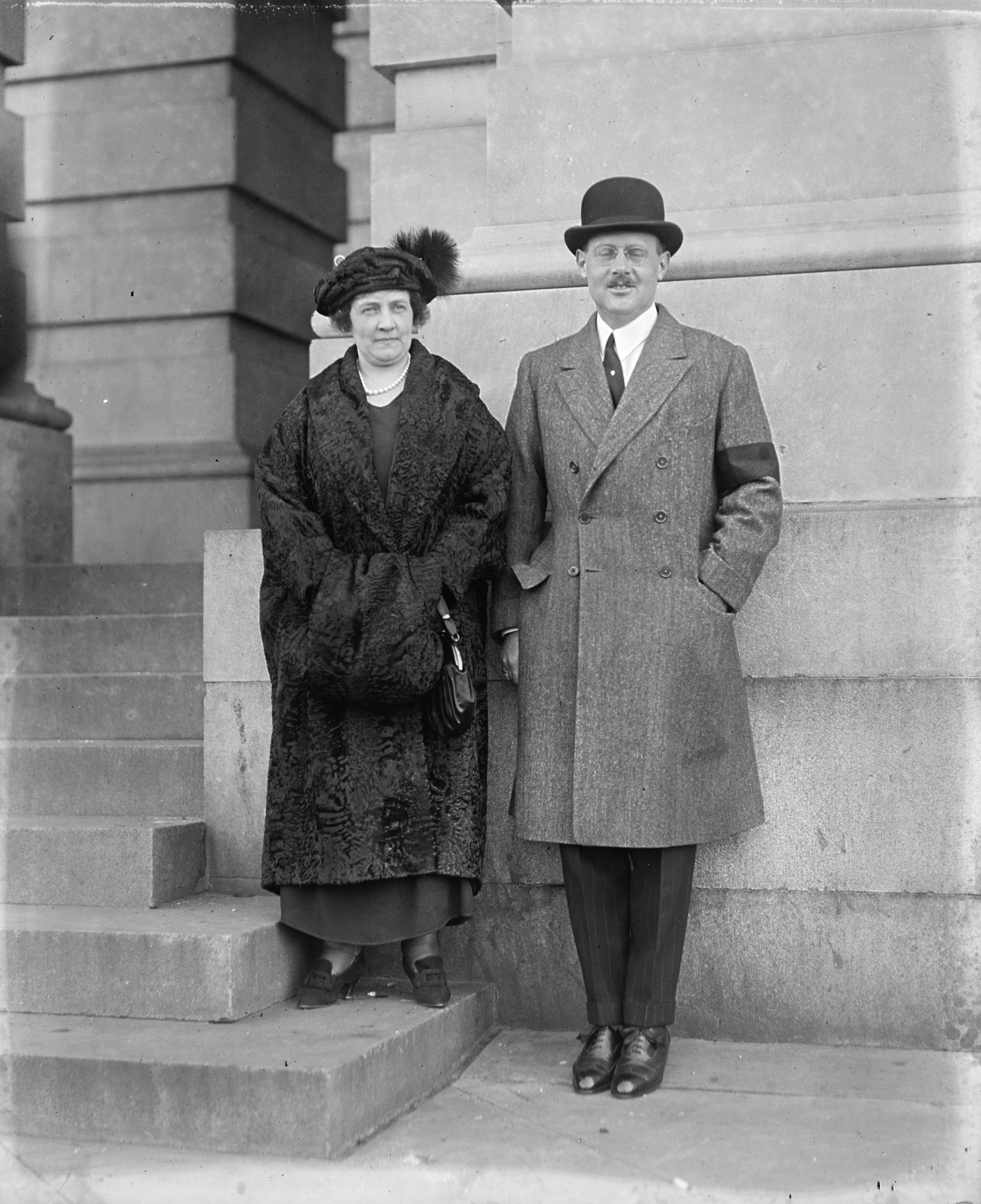
Cristóvão com a sua primeira esposa

No dia 1 de janeiro de 1920, Cristóvão casou-se com uma rica viúva americana chamada Nancy Stewart Worthington Leeds em Vevey, Suíça. A sua esposa que era, antes de se casar com ele, viúva e divorciada, recebeu o título de Sua Alteza Real, a princesa Anastásia da Grécia e Dinamarca, e a sua fortuna que tinha herdado do segundo marido, ajudou bastante a família real grega durante o exílio na década de 1920. O casamento aconteceu após seis anos de noivado durante os quais foram trabalhados os detalhes legais de um príncipe se casar com uma plebeia viúva e divorciada. Pouco depois do casamento, Nancy descobriu que sofria de cancro e morreu em Londres no dia 29 de agosto de 1923, deixando Cristóvão sem filhos. O príncipe tinha, no entanto, um enteado chamado William Bateman Leeds Jr. que, em 1921, se casou com a princesa Xenia Georgievna, sobrinha de Cristóvão pela sua irmã, a princesa Maria da Grécia e Dinamarca.

## Segundo casamento
O príncipe Cristóvão voltou a casar-se mais tarde com a princesa Francisca de Orleães. Francisca era filha do príncipe João, duque de Guise e de Isabel de Orleães, uma filha de Filipe, conde de Paris. Os dois casaram-se em 1929 em Palermo, na Itália. A cerimónia civil realizou-se no dia 10 de fevereiro e a religiosa no dia 11. O casal teve um filho, o príncipe Miguel da Grécia e Dinamarca, que nasceu em Roma no dia 7 de janeiro de 1939, apenas um ano antes do falecimento de seu pai em Atenas.

## Cristóvão e Anna Anderson
A primeira esposa de Cristóvão era mãe de William B. Leeds que era casado com a sua sobrinha, a princesa Xenia Georgievna e ambos viviam em Long Island, nos Estados Unidos. Em 1927, Cristóvão visitou-os. Na altura, Xenia estava interessada no estranho caso de uma mulher que dizia ser a grã-duquesa Anastásia, filha mais nova do falecido czar Nicolau II da Rússia. Tinha sido encontrada num hospital de Berlim para onde tinha sido levada após uma tentativa de suicídio. A sua história era de que, quando o resto da sua família tinha sido assassinada, ela tinha conseguido escapar para Bucareste com um soldado que a tinha resgatado da cave na casa Ipatiev. O mesmo soldado teria-a também levado para Berlim, mas abandonou-a à sua sorte.
Tal como o príncipe Cristóvão explicou, “Esta foi a história que ela contou e, por mais incrível que parece, muitos acreditaram nela na altura (e ainda acreditam), incluindo dois membros da família imperial.” Cristóvão também acrescentou: “Dezenas de pessoas que tinham conhecido a grã-duquesa Anastásia foram persuadidas a ver esta mulher, esperando que a pudessem identificar, mas nenhuma delas conseguiu chegar a uma conclusão definitiva.” Além de algumas memórias incoerentes, não havia nada que pudesse confirmar as suas informações. Cristóvão descreveu-a: “Em primeiro lugar ela não sabia falar russo, o que a grã-duquesa Anastásia tal como todos os filhos do czar, tinha falado fluentemente desde sempre e apenas sabia conversar em alemão.
Concluindo, o príncipe afirmou: "A pobre rapariga tinha uma figura patética com a sua solidão e fraca saúde, e era bastante compreensível que muitos dos que a viam deixassem que a pena fosse mais forte que a lógica. A jovem foi incapaz de reconhecer pessoas que a grã-duquesa Anastásia tinha conhecido intimamente e as suas descrições de salas nos diferentes palácios e outros locais familiares de qualquer membro da família eram muitas vezes pouco precisas.”

## Opinião sobre a monarquia
O príncipe Cristóvão registou a sua opinião sobre a monarquia e aqueles que procuravam obter esse poder: "Nada neste mundo me poderia levar a aceitar um reino. Uma coroa é algo demasiado pesado para colocar de ânimo leve. Foi carregada por aqueles que nasceram para cumprir esse destino, mas o facto de alguém querer ter essa responsabilidade, sem ser forçado pelo dever a fazê-lo, está além da minha compreensão."

## Morte
O príncipe Cristóvão morreu em Atenas aos cinquenta-e-um anos de idade.

## Títulos e estilos
- 10 de agosto de 1888 - 21 de janeiro de 1940: Sua Alteza Real, o Príncipe Cristóvão da Grécia e Dinamarca.

## Genealogia
| Cristóvão da Grécia e Dinamarca | Pai: Jorge I da Grécia             | Avô paterno: Cristiano IX da Dinamarca         | Bisavô paterno: Frederico Guilherme, Duque de Schleswig-Holstein-Sonderburg-Glücksburg |
| Cristóvão da Grécia e Dinamarca | Pai: Jorge I da Grécia             | Avô paterno: Cristiano IX da Dinamarca         | Bisavó paterna: Luísa Carolina de Hesse-Cassel                                         |
| Cristóvão da Grécia e Dinamarca | Pai: Jorge I da Grécia             | Avó paterna: Luísa de Hesse-Cassel             | Bisavô paterno: Guilherme de Hesse-Cassel                                              |
| Cristóvão da Grécia e Dinamarca | Pai: Jorge I da Grécia             | Avó paterna: Luísa de Hesse-Cassel             | Bisavó paterna: Luísa Carlota da Dinamarca                                             |
| Cristóvão da Grécia e Dinamarca | Mãe: Olga Constantinovna da Rússia | Avô materno: Constantino Nikolaevich da Rússia | Bisavô materno: Nicolau I da Rússia                                                    |
| Cristóvão da Grécia e Dinamarca | Mãe: Olga Constantinovna da Rússia | Avô materno: Constantino Nikolaevich da Rússia | Bisavó materna: Alexandra Feodorovna (Carlota da Prússia)                              |
| Cristóvão da Grécia e Dinamarca | Mãe: Olga Constantinovna da Rússia | Avó materna: Alexandra Iosifovna               | Bisavô materno: José de Saxe-Altemburgo                                                |
| Cristóvão da Grécia e Dinamarca | Mãe: Olga Constantinovna da Rússia | Avó materna: Alexandra Iosifovna               | Bisavó materna: Amélia de Württemberg                                                  |